# Freitagsgesellschaft

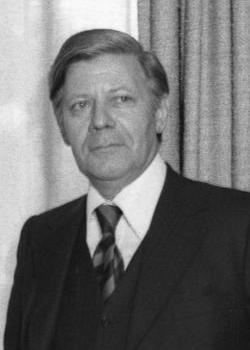
Helmut Schmidt: Gründer der Freitagsgesellschaft

Die Freitagsgesellschaft wurde 1985 von Helmut Schmidt begründet und fand jeweils während der Wintersemester statt. Mit Ende des Wintersemesters 2014/15 wurde sie aufgelöst, da Helmut Schmidt aus Altersgründen seine Rolle als Ausrichter abgab, sich aber kein Nachfolger finden ließ. Sie bestand aus 25 Mitgliedern und wurde zu dem Zweck des Austausches der Mitglieder, über ihr eigenes berufliches Gebiet hinaus, gegründet. Dazu wurde vereinbart, jeden zweiten Freitag im Monat einen Vortragsabend mit anschließender Diskussion einzurichten, dessen Vortragsthema und dessen Redner von einem Gremium bestimmt wurden. Die Vortragsabende fanden im Haus Helmut Schmidts in Hamburg-Langenhorn statt. Auf diesem Wege informierten sich Politiker, Unternehmer, Künstler, Ärzte und Wissenschaftler gegenseitig über die neusten Entwicklungen auf ihrem Gebiet und diskutierten Fragen des öffentlichen Wohls. Bis zu ihrem Tod sorgte Helmut Schmidts Ehefrau Loki persönlich für das Abendessen der Gäste; danach wurde dies an einen Cateringservice abgegeben.
Das Interesse der Gesellschaft lag besonders auf der Außen- und Weltpolitik. Die Innenpolitik nahm in der Freitagsgesellschaft eher eine Nebenrolle ein. Darüber hinaus wurden verschiedene Themen aller Fachrichtungen behandelt. Die Vorträge der Freitagsgesellschaft standen nach eigenen Angaben auf dem gleichen Boden wie die Vorträge der Mittwochsgesellschaft.
Die Vorträge wurden protokolliert und den Mitgliedern anschließend schriftlich zugänglich gemacht. Einige dieser Niederschriften wurden in den Büchern Erkundungen – Beiträge zum Verständnis unserer Welt. 1999 und Vertiefungen – Neue Beiträge zum Verständnis unserer Welt. 2010 von Helmut Schmidt veröffentlicht. Mit dieser Ausnahme waren alle Teilnehmer zu strenger Diskretion verpflichtet und tatsächlich soll nie etwas von dem an die Öffentlichkeit gedrungen sein, was dort besprochen wurde.
Die Mitglieder wohnten oder kamen aus Hamburg oder waren dort beruflich tätig. Parteiliche Zugehörigkeiten hatten keine Bedeutung. Es wurden insgesamt über 175 Vorträge gehalten, davon über die Hälfte von Gastrednern.
Zum Wintersemester 2014/15 wurde die Freitagsgesellschaft nach 27 Jahren  aufgelöst. Wenige Monate später, am 10. November 2015, starb Helmut Schmidt.

## Mitglieder der Freitagsgesellschaft
- Klaus Asche (1933–2017), ehemals Vorstandsvorsitzender der Holsten-Brauerei AG, Präsident der Handelskammer Hamburg, Vorstandsmitglied der Zeit-Stiftung
- Justus Frantz (* 1944), Pianist, Begründer und ehemaliger Intendant des Schleswig-Holstein Musik Festivals
- Klaus Fußmann (* 1938), Maler und Grafiker, ehemaliger Professor an der Hochschule der Künste Berlin
- Heiner Greten (* 1939), Inhaber des Lehrstuhls für Innere Medizin an der Universität Hamburg und Ärztlicher Direktor am Universitätskrankenhaus Hamburg-Eppendorf
- Hans-Jochen Jaschke (1941–2023), katholischer Theologe und Weihbischof im römisch-katholischen Erzbistum Hamburg
- Gerhart Laage (1925–2012), Architekt, ehemals Vorstandsmitglied und Ausschussvorsitzender im Bund Deutscher Architekten und Präsident der Bundesarchitektenkammer
- Manfred Lahnstein (* 1937), Manager und Unternehmensberater, ehemaliger Chef des Bundeskanzleramtes und Bundesfinanzminister
- Siegfried Lenz (1926–2014), Schriftsteller und einer der bekanntesten deutschsprachigen Erzähler der Nachkriegs- und Gegenwartsliteratur
- Hèléne Vida-Liebermann (1938–2015), französische Fernsehjournalistin, Witwe von Rolf Liebermann
- Ursula Lingen (1929–2014), deutsch-österreichische Theater- und Filmschauspielerin, Tochter von Theo Lingen und Marianne Zoff
- Reimar Lüst (1923–2020), Astrophysiker und Wissenschaftsmanager
- Michael Otto (* 1943), Unternehmer, Aufsichtsratsvorsitzender und ehemaliger Vorstandsvorsitzender der Otto-Gruppe
- Alfons Pawelczyk (* 1933), Politiker (SPD). Er war Innensenator und zeitweise Zweiter Bürgermeister der Freien und Hansestadt Hamburg
- Wolfgang Peiner (* 1943), Wirtschaftsmanager, ehemaliger Finanzsenator der Freien und Hansestadt Hamburg (CDU), seit 2009 Vorsitzender des Verwaltungsrats des NDR
- Volker Rühe (* 1942), Politiker (CDU), ehemaliger Generalsekretär der CDU und Bundesverteidigungsminister
- Helmut Schmidt (1918–2015), Politiker der SPD und ehemaliger Bundeskanzler der Bundesrepublik Deutschland
- Thea Schönfelder (1925–2010), Psychiaterin und Hochschullehrerin, ehemalige Ärztliche Direktorin des Universitätsklinikum Hamburg-Eppendorf (UKE)
- Peter Schulz (1930–2013), Jurist und Politiker (SPD), ehemaliger Erster Bürgermeister der Freien und Hansestadt Hamburg
- Volker Soergel (1931–2022), Physiker, ehemaliger Professor für Physik an der Universität Heidelberg, Mitglied des CERN-Direktoriums und geschäftsführender Direktor des Max-Planck-Instituts für Physik, München
- Heinz Spielmann (* 1930), Kunsthistoriker und Ausstellungskurator
- Katharina Trebitsch (* 1949), Filmproduzentin
- Hauke Trinks (1943–2016), Physiker
- Henning Voscherau (1941–2016), Politiker (SPD), ehemaliger Erster Bürgermeister der Freien und Hansestadt Hamburg
- Max M. Warburg (* 1948), Bankier, Mitinhaber des Bankhauses M.M.Warburg & CO
- Martin Willich (* 1945), Politiker der CDU und ehemaliges Mitglied der Hamburgischen Bürgerschaft und Richter am Hamburgischen Verfassungsgericht
- Peer Steinbrück (* 1947), Politiker der SPD, ehemaliger Ministerpräsident von Nordrhein-Westfalen und Kanzlerkandidat

## Gastredner
- Bartholomäus Grill (* 1954), Journalist, Buchautor und Afrika-Experte der  Zeit
- Hans Küng (1928–2021), Schweizer Theologe, römisch-katholischer Priester und Autor
- Hubert Markl (1938–2015), Präsident der Max-Planck-Gesellschaft, Mitglied des Kuratoriums der Zeit
- Loki Schmidt (1919–2010), Pädagogin, Botanikerin, Natur- und Pflanzenschützerin, als Ehefrau des Altbundeskanzlers Helmut Schmidt Gastgeberin der Freitagsgesellschaft
- Wolf Singer (* 1943), Neurophysiologe und Hirnforscher
- Richard von Weizsäcker (1920–2015), Politiker (CDU), ehemaliger Regierender Bürgermeister von Berlin und Bundespräsident der Bundesrepublik Deutschland